# Herbert Wursthorn
Herbert Wursthorn (República Federal Alemana, 22 de junio de 1957) es un atleta alemán retirado especializado en la prueba de 800 m, en la que consiguió ser campeón europeo en pista cubierta en 1981.

## Carrera deportiva
En el Campeonato Europeo de Atletismo en Pista Cubierta de 1981 ganó la medalla de oro en los 800 metros, con un tiempo de 1:47.70 segundos, por delante del húngaro András Paróczai y del español Antonio Páez.